# Norbert Wiener
Pour les articles homonymes, voir Wiener.
Norbert Wiener (né le 26 novembre 1894 à Columbia (Missouri), États-Unis, mort le 18 mars 1964 à Stockholm, Suède) est un mathématicien américain, théoricien et chercheur en mathématiques appliquées, surtout connu comme le père fondateur de la cybernétique.
Il est un pionnier dans l'étude de la stochastique et du bruit, contribuant ainsi par ses travaux à l'électrotechnique, les télécommunications et les systèmes de contrôle. En fondant la cybernétique, Wiener introduit en science la notion de feedback (rétroaction), notion qui a des implications dans les domaines de l'ingénierie, des contrôles de système, l'informatique, la biologie, la psychologie, la philosophie et l'organisation de la société.
Il expose ses théories sur la cybernétique dans son livre Cybernetics or Control and Communication in the Animal and the Machine, parution qui bouscule durablement, jusqu'au scandale, le monde des idées traversant la pensée scientifique et philosophique de la deuxième moitié du XXe siècle, dont il est à ce titre un des grands penseurs.

## Biographie

### Enfance
Norbert Wiener, aîné des enfants de Leo Wiener, historien et linguiste américain originaire d'une famille juive polonaise, et de Bertha Kahn, naît à Colombia dans le Missouri. Son père, professeur de langues slaves à Harvard, a été le condisciple de Louis-Lazare Zamenhof à Varsovie. Ses parents sont « socialistes, humanistes et végétariens ». Le jeune Norbert reste durablement marqué par les tracts et documents (dont il disait qu'ils étaient « à se faire dresser les cheveux sur la tête ») contre la vivisection et la cruauté envers les animaux ; il est resté végétarien toute sa vie. 
Né de parents juifs non pratiquants, il adopte toute sa vie durant une posture agnostique, semblable à celle de son père. 
Enfant prodige, Norbert commença à lire à quatre ans  et est instruit à la maison. Son père y applique des méthodes d'éducation qu'il a lui-même inventées, très critique à son égard, lui imposant un travail acharné, le faisant lire la plus grande partie des livres de la bibliothèque de la maison, ce qui lui occasionne une sévère myopie au point d'être obligé d'arrêter de lire pendant six mois. Il fait à sept ans un bref séjour à l'école avant de terminer ses études primaires à la maison, toujours sous la pression intellectuelle et la surveillance autoritaire de son père.  
Âgé de sept ans en 1903, il intègre le lycée d'Ayer jusqu’à l'obtention de son diplôme d'études secondaires (équivalant au baccalauréat) en 1906.

### Adolescence et études universitaires
En septembre 1906, à 11 ans, Norbert Wiener entre à l'université Tufts pour étudier les mathématiques. Il reçoit son diplôme en 1909 et intègre alors à Harvard où il étudie la zoologie. Mais en 1910, il s'inscrit à l'université Cornell pour commencer une licence en mathématiques. L'année suivante, il retourne à Harvard où il commence une thèse sur la logique mathématique. Il obtient son doctorat en 1912 à 18 ans, faisant de lui le plus jeune « PhD » de l’histoire d’Harvard. Un journal l'appelle « le garçon le plus remarquable du monde. »

### Début de carrière

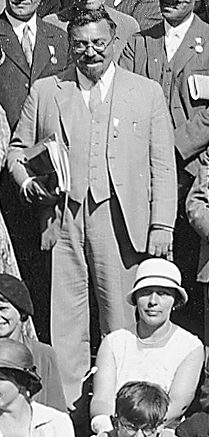
Norbert et Margaret Wiener au congrès international de mathématiques à Zurich, 1932.

Après sa soutenance de thèse, il partit pour l'Europe, séjournant d’abord à Cambridge où il eut pour professeurs Bertrand Russell et Godfrey Harold Hardy, puis à Göttingen où il suivit les cours d’Edmund Landau et de David Hilbert. Il retourna ensuite à Cambridge, puis aux États-Unis. 
Entre 1915-1916, il enseigna la philosophie à Harvard, avant de travailler pour General Electric puis l’Encyclopedia Americana. À l’instigation d’Oswald Veblen, il fit ensuite des recherches en balistique sur le terrain d’essais militaires d’Aberdeen, dans le Maryland. Il y resta jusqu’à la fin de la guerre, après laquelle il obtint un poste de professeur de mathématiques au Massachusetts Institute of Technology (MIT). 
Il fut brièvement journaliste pour le Boston Herald où il écrivit un reportage sur les mauvaises conditions de travail des ouvriers de Lawrence (Massachusetts), mais fut congédié après s'être montré réticent à écrire des articles favorables à un homme politique que les propriétaires du journal soutenaient.
En 1926, il épousa Margaret Engemann (1894-1989), une jeune immigrante d'Allemagne rencontrée par l'entremise de ses parents − une femme qui aurait traité leurs deux filles (Barbara et Peggy) de mythomanes, et retourna en Europe grâce à une bourse de la fondation Guggenheim. Il passa la majeure partie de son temps à Göttingen ou à Cambridge avec G. H. Hardy. Il travailla notamment sur le mouvement brownien, la transformation de Fourier, le problème de Dirichlet, l'analyse harmonique et les théorèmes taubériens. Il fut lauréat du prix Bôcher en 1933.
Montant de nombreux cercles intellectuels, il participa activement aux conférences Macy, John von Neumann profitant de ces groupes de réflexion pour construire un supercalculateur qui servit à mettre au point la bombe H.

### Seconde Guerre mondiale et naissance de la cybernétique
Durant la Seconde Guerre mondiale, il refusa de participer au Projet Manhattan (projet de développement de la bombe nucléaire), tout en travaillant activement au programme de lutte antiaérienne (le radar SCR-584 et l'appareil de préparation de tir électronique M9), ce qui l'encouragea à synthétiser ses diverses recherches autour de la théorie de la communication. En 1943, avec ses collaborateurs Arturo Rosenblueth et Julian Bigelow, il proposa un nouveau système de « DCA » (Défense Contre les Aéronefs) ; celui-ci pouvait prévoir la trajectoire de l’avion cible à partir d’un modèle analysant le comportement d’un pilote se sachant pourchassé. 
De 1946 à 1950, il participa aux fameuses rencontres interdisciplinaires dites conférences Macy et en 1947-1948, il formalisa le principe central de ces conférences sous le nom de cybernétique.
Durant le maccarthysme (1950-1954), le FBI de J. Edgar Hoover surveilla ce mathématicien qui avait déclaré « la cybernétique est une arme à double tranchant, tôt ou tard elle vous blessera profondément ».
La théorie de la cybernétique fut adoptée et répandue par de nombreux scientifiques dans le monde entier, la plupart groupés dans l'association internationale de cybernétique fondée par le professeur Georges R. Boulanger de l'université de Bruxelles.

### Utopie de la communication
Après la guerre, selon Philippe Breton, traumatisé par l'implication des scientifiques dans les tragédies d'Hiroshima et Nagasaki d'une part, et par Auschwitz d'autre part, il se transforma en apôtre d'une nouvelle religion laïque : l'utopie de la communication ; il proposait une nouvelle vision du monde, dont l'information et la communication étaient les éléments fondamentaux. De fait, on lit dans des lettres de Wiener d'octobre 1945 qu'il hésitait à abandonner la recherche scientifique, faute de pouvoir contrôler les usages qui en étaient faits.
Baptiste Rappin[Qui ?] confirme les thèses de Philippe Breton et met en évidence les fondements théologiques de la cybernétique à partir d'une discussion de la légende juive du Golem et de la pensée du Maharal de Prague.

### Fin de vie

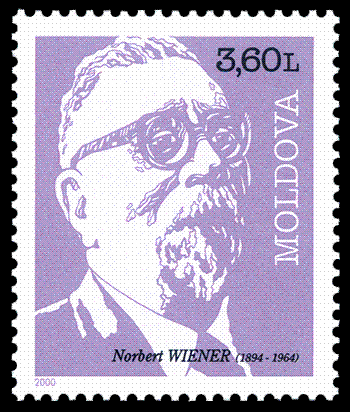
Timbre de Moldavie à l'effigie de Norbert Wiener, 2000.

En 1964, Norbert Wiener reçoit la National Medal of Science.
En mars de la même année, il meurt à Stockholm en Suède et est inhumé au cimetière de Vittum Hill à Sandwich aux États-Unis.

## Citations
- « Le progrès implique non seulement de nouvelles possibilités pour l'avenir, mais également de nouvelles restrictions »[20].
- « Tout travail qui est en concurrence avec le travail d'esclave doit accepter les conditions économiques du travail d'esclave »[21].
- « Un physicien moderne étudie la physique quantique les lundis, mercredis et vendredis et médite sur la théorie de la relativité générale les mardis, jeudis et samedis. Le dimanche, il prie... pour que quelqu'un trouve la corrélation entre les deux »[22].

## Œuvres

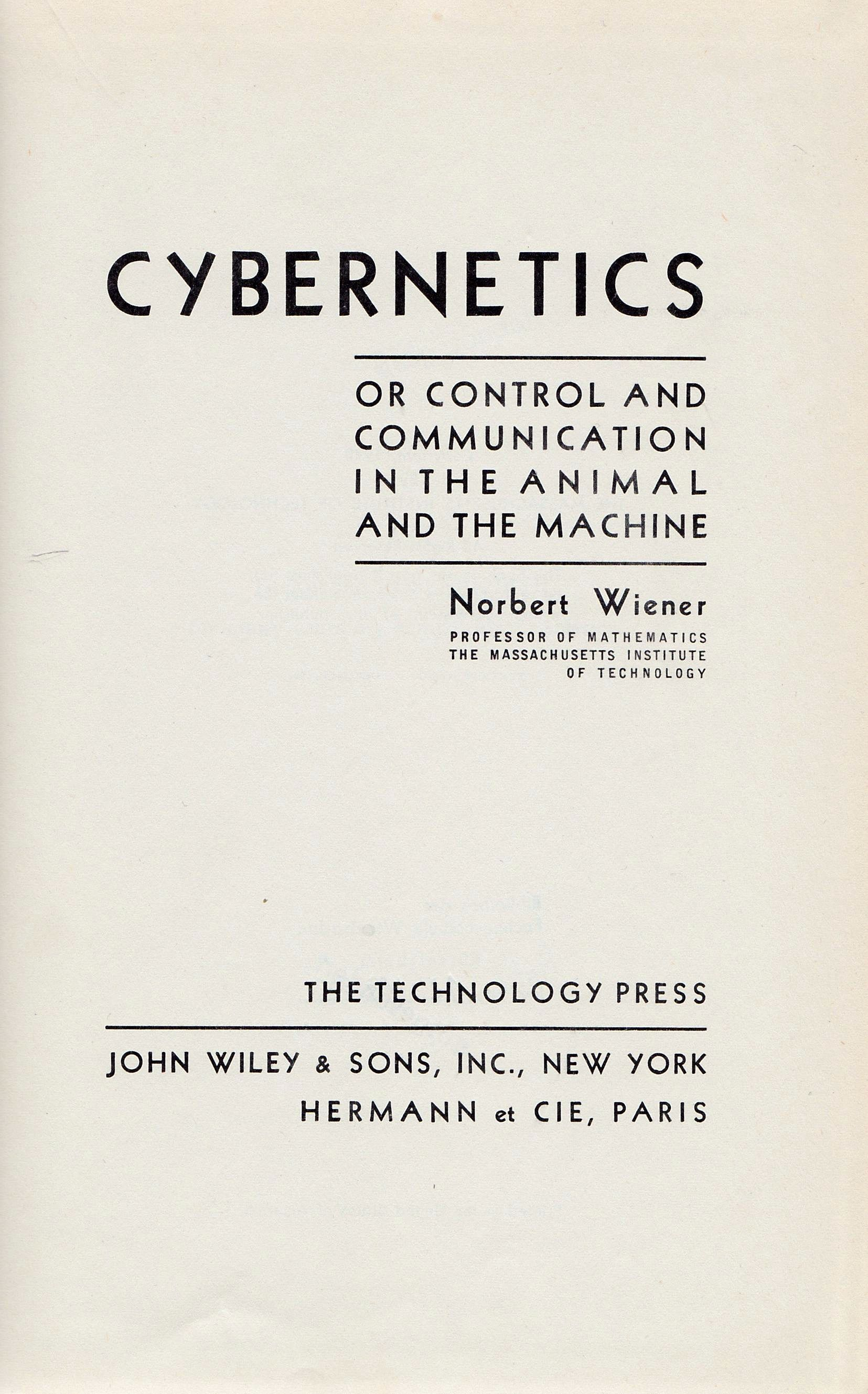
Cybernetics or Control and Communication in the Animal and the Machine, édition de 1948

- Cybernetics or Control and Communication in the Animal and the Machine, édition de 1948Cybernetics, or Control and Communication in the Animal and the Machine (1948) publié, en anglais, par la Librairie Hermann & Cie (Paris), The MIT Press (Cambridge, Mass.) et Wiley (New York)
  - traduit sous le titre La Cybernétique. Information et régulation dans le vivant et la machine, par R. Le Roux, R. Vallée et N. Vallée-Lévi, éd. Seuil, Coll. Sources du Savoir, 2014,  (ISBN 2-02-109420-0) ;
- The Human Use of Human Beings (en) (Boston : Houghton Mifflin, 1950)
  - traduit sous le titre Cybernétique et société. L'usage humain des êtres humains, en 1952 (rééd. 1971), Union générale d'éditions, coll. 10/18 ; nouvelle traduction par P-Y Mistoulon, éd. Seuil, Coll. Points, 2014 ;
- « Speech, langage and learning », The Journal of the Acoustical Society of America nº22, 1950 - article dans lequel il ajoute le concept du feedback au schéma de base de Shannon.
- Ex-Prodigy: My Childhood and Youth (1953) MIT Press
- I am a Mathematician (1956)
- Nonlinear Problems in Random Theory (1958)
- God & Golem, Inc. (en): A Comment on Certain Points Where Cybernetics Impinges on Religion (1964).
  - traduit sous le titre God & Golem Inc. Sur quelques points de collision entre la cybernétique et la religion, trad. par Christophe Romana et Patricia Farazzi, Paris, éditions de l'éclat, 2001.
- Collected works. With commentaries, édité par P. Masani, Cambridge (Mass.), The MIT Press, 1976-1985. 4 vv.
- Invention - The Care and Feeding of Ideas Cambridge (Mass.), The MIT Press, 1993, ouvrage posthume avec une introduction de Steve Joshua Heims

#### Bases de données et dictionnaires
- Ressources relatives à la recherche :   - The Academic Family Tree
  - Digital Bibliography & Library Project
  - MacTutor
  - Math-Net.Ru
  - Mathematical Reviews
  - Mathematics Genealogy Project
  - Scopus
  - ZbMATH
- Ressources relatives à la littérature :   - The Encyclopedia of Science Fiction
  - Internet Speculative Fiction Database
- Notices dans des dictionnaires ou encyclopédies généralistes :   - American National Biography
  - Britannica
  - Brockhaus
  - Den Store Danske Encyklopædi
  - Deutsche Biographie
  - Gran Enciclopèdia Catalana
  - Internetowa encyklopedia PWN
  - Larousse
  - Nationalencyklopedin
  - Munzinger
  - Store norske leksikon
  - Treccani
  - Universalis
  - Visuotinė lietuvių enciklopedija
- Notices d'autorité :   - VIAF
  - ISNI
  - BnF (données)
  - IdRef
  - LCCN
  - GND
  - Italie
  - Japon
  - CiNii
  - Espagne
  - Belgique
  - Pays-Bas
  - Pologne
  - Israël
  - NUKAT
  - Catalogne
  - Suède
  - Australie
  - WorldCat